# Нерола
Нерола (итал. Nerola) је насеље у Италији у округу Рим, региону Лацио.
Према процени из 2011. у насељу је живело 906 становника. Насеље се налази на надморској висини од 425 м.

## Становништво
Према резултатима пописа становништва 2011. у општини је живело 1.821 становника.
| 1931. | 1936. | 1951. | 1961. | 1971. | 1981. | 1991. | 2001. | 2011. |
| ----- | ----- | ----- | ----- | ----- | ----- | ----- | ----- | ----- |
| 1.618 | 1.661 | 1.688 | 1.457 | 1.352 | 1.289 | 1.380 | 1.419 | 1.821 |